# 府坪街道
城南街道，是中华人民共和国湖南省常德市武陵区下辖的一个乡镇级行政单位。

## 行政区划
城南街道下辖以下地区：
方家巷社区、东湖巷社区、高山街社区、府坪巷社区、青阳阁社区、百街口社区、体育东路社区和四眼井社区。